# Ruslands føderale distrikter
Rusland er opdelt i otte føderale distrikter (russisk: федера́льные округа́, ental: федера́льный о́круг, tr. federalnyje okruga / federanyj okrug).
Fem i den europæiske del af Rusland:
- Centrale føderale distrikt
- Sydlige føderale distrikt
- Nordvestlige føderale distrikt
- Volgas føderale distrikt
- Nordkaukasiske føderale distrikt

Tre i den asiatiske del af Rusland:
- Fjernøstlige føderale distrikt
- Sibiriske føderale distrikt
- Urals føderale distrikt

De føderale distrikter er administrationsenheder direkte under den føderale regering. De føderale distrikter er ikke konstituerende enheder i den russiske føderation. De konstituerende enheder kaldes føderale enheder.
Hvert føderalt distrikt inkluderer en række føderale enheder. Hvert føderalt distrikt ledes af en præsidentudsending, som udnævnes direkte af føderationens præsident.

## Oprettelsen af de føderale distrikter
De føderale distrikter blev oprettet i maj 2000 af præsident Vladimir Putin, som en del af en bredere omlægning af føderationens politiske struktur i retning af en mere centraliseret opbygning.

## Liste
| Føderalt distrikt | Føderalt distrikt                              | Areal (km²) | Befolkning (2010) | Føderale enheder | Administrativt hovedsæde | Kort over føderale distrikter |
| ----------------- | ---------------------------------------------- | ----------- | ----------------- | ---------------- | ------------------------ | ----------------------------- |
|                   | Centrale føderale distrikt                     | 652.800     | 38.438.600        | 18               | Moskva                   |                               |
|                   | Sydlige føderale distrikt inkl Krim (omstridt) | 447.821     | 16.319.253        | 8                | Rostov ved Don           |                               |
|                   | Nordvestlige føderale distrikt                 | 1.677.900   | 13.583.800        | 11               | Sankt Petersborg         |                               |
|                   | Fjernøstlige føderale distrikt                 | 6.215.900   | 6.291.900         | 9                | Khabarovsk               |                               |
|                   | Sibiriske føderale distrikt                    | 5.114.800   | 19.254.300        | 12               | Novosibirsk              |                               |
|                   | Urals føderale distrikt                        | 1.788.90    | 12.082.700        | 6                | Jekaterinburg            |                               |
|                   | Volgas føderale distrikt                       | 1.038.000   | 29.900.400        | 14               | Nizhny Novgorod          |                               |
|                   | Nordkaukasiske føderale distrikt               | 170.700     | 9.496.800         | 7                | Pjatigorsk               |                               |

Kilde: